# 4671 Drtikol
4671 Drtikol eller 1988 AK1 är en asteroid i huvudbältet som upptäcktes den 10 januari 1988 av den tjeckiske astronomen Antonín Mrkos vid Kleť-observatoriet i Tjeckien. Den är uppkallad efter František Drtikol.
Asteroiden har en diameter på ungefär 6 kilometer.